# 鵜殿のヨシ原
座標: 北緯34度51.3分 東経135度39.6分 / 北緯34.8550度 東経135.6600度
鵜殿のヨシ原（うどののよしはら）とは、大阪府高槻市鵜殿から上牧に広がる淀川右岸河川敷のヨシ原（ヨシの群生地）のこと。大阪みどりの百選、関西自然に親しむ風景100選、美しい日本の歩きたくなるみち500選にも選定されている。

## 概要
鵜殿のヨシ原は、宇治川・桂川・木津川が合流し、淀川となる合流地点から5キロメートルほど下った淀川右岸にある、広さ約75ヘクタール、長さ2.5キロメートルと、淀川流域でも最大のヨシの群生地であり、野鳥や動植物の貴重な生息地ともなっている。
昔から多くの歌人に詠まれていて、紀貫之の『土佐日記』にも記述があり、谷崎潤一郎の『蘆刈』の舞台が鵜殿のヨシ原とも言われている。
この鵜殿に生えるヨシは、高さが3メートルほどの大形のヨシで太く弾力性があり、古くから雅楽の篳篥（ひちりき）の蘆舌（西洋管楽器のリード部分に相当）として使用されており、1945年（昭和20年）頃までは、毎年100本ずつ宮内庁に献上されていた。今でも宮内庁楽部で使われている蘆舌は、すべて鵜殿産のヨシで作られている。顕微鏡で観察すると鵜殿のヨシは他の物より繊維の密度が高いため音色が独特である。

## 歴史
鵜殿一帯は、奈良時代には都の牧場として使用されていた。
鵜殿の地名については、紀元前88年に起きた建波邇安王の乱以後、敗軍の将兵が追い詰められ淀川に落ち鵜のように浮いたので、一帯を「鵜河（川）」と呼ぶようになったと『古事記』に書かれており、
平安時代に鵜河の辺に造られた宿を「鵜殿」と呼び、それが土地の名になったと言われている。
935年（承平5年）には、紀貫之が土佐から帰京するおり、「うどの（鵜殿）といふところにとまる」という記述がある。江戸時代には「宇土野」という文字での記述もみられる。
1930年（昭和5年）に枚方大橋（初代）が開通するまでは、対岸との交通は渡し舟が唯一の交通機関であり、鵜殿には、鵜殿の渡し（下島の渡し）という渡し場があった。
鵜殿のヨシは良質なことで知られ、特に雅楽で用いられる楽器・篳篥の吹き口として珍重され、貢物として献上されていると、『摂津名所図会』にも記されている。
その他、江戸時代には、ヨシで編んだ葦簾が盛んに生産され、1950 - 60年（昭和30年代）までは葦簾、簾、寒天簾、建築資材などの材料として使用されていた。

## ヨシ原の保全
鵜殿のヨシ原は動植物が多くいる大型の湿地であったが、1971年（昭和46年）に始まった淀川改修事業によってヨシ原の面積が減少し、外来種が侵入するなど淀川の生物群が危機に直面した。
淀川下流域の治水工事により淀川上流の水位が下がり、過去には年に3、4回冠水していたヨシ原だったが、1984年（昭和59年）を最後に冠水することがなくなり、地下水位低下や高水敷の冠水頻度の減少による干陸化によってヨシ原の減少は進み、1940 - 50年（昭和20年代）には180ヘクタール程度あった干潟が、1998年（平成10年）には50ヘクタール程度までに減少した。
1997年（平成9年）に河川法が改定され、その目的に治水・利水に加え環境が含まれ、生態系の保全が法律的に義務付けられたことにより、1996年（平成8年）に河川敷の上流部に揚水ポンプが設置、導水路の開設が行われ、ヨシ原の面積が甲子園球場の18個分まで広がるなど一定の成果が現れている。

### 鵜殿のヨシ原焼き

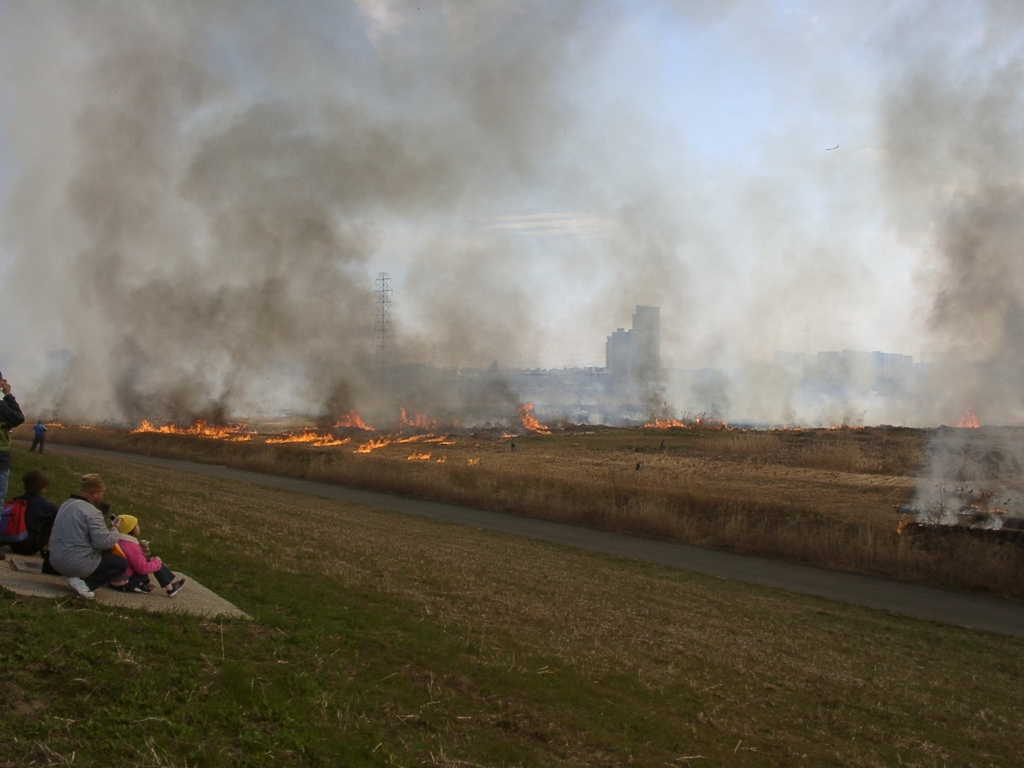
鵜殿のヨシ原焼き（2008年3月9日）。写真奥は、淀川対岸の枚方市方面。

鵜殿では毎年2月頃に、ヨシ原の保全と害草・害虫の駆除、不慮の火災防止等を目的に野焼きが行なわれている。これは昭和20年代より続けられている。それ以前はヨシの他に屋根葺きや燃料の需要のあるオギまでも、殆ど刈り取られていた。このヨシ原焼きは、1970年（昭和45年）から5年間中断した。その結果、ヨシ原は雑草などに占拠され、ヨシの品質が低下し、絶滅の危機に陥った。このことから1975年（昭和50年）に「鵜殿のヨシ原焼き」が復活した。
野焼きの面積は、上牧から道鵜町までの約30ヘクタール。毎年行われている野焼きだが、2001年（平成13年）には対岸の枚方市側住民からの降灰に関する苦情により中止されている。以後、野焼き面積を減らしたり、ヨシを刈り倒した後に着火するなど、火力を弱める工夫をしているが、近年は中止の危機を迎えている。
新型コロナパンデミックの影響により、2020年（令和2年）から2年間連続で鵜殿のヨシ原焼きが行われなかった。その影響で篳篥に適したヨシが育たなくなり、雅楽の歴史的危機と言われている。
その後、2022年に3年ぶりの鵜殿のヨシ原焼きが行われた。

### ヨシ原の植物相
環境省が公表しているレッドリストで、絶滅危惧IA類に指定されているトネハナヤスリが確認されている。
- 鵜殿のヨシ原の希少種

| 大阪府カテゴリー | 種 名                      | 環境省カテゴリー |
| ---------------- | -------------------------- | ---------------- |
| 絶滅危惧I類      | トネハナヤスリ             | 絶滅危惧IA類     |
| 絶滅危惧II類     | ノウルシ                   | 絶滅危惧II類     |
| 絶滅危惧II類     | ホソバイラクサ             |                  |
| 準絶滅危惧       | タコノアシ                 | 絶滅危惧II類     |
| 準絶滅危惧       | サデクサ                   |                  |
| 準絶滅危惧       | ミコシガヤ                 |                  |
| 準絶滅危惧       | ヤガミスゲ                 |                  |
| 要注目           | ミゾコウジュ（ユキミソウ） | 準絶滅危惧       |

春 - 初夏
アゼナルコ、オドリコソウ、カサスゲ、キツネアザミ、キキョウソウ、セイヨウカラシナ、セイヨウタンポポ、ノウルシ、ホトケノザ、ミコシガヤ、ヤブジラミ
夏 - 初秋
イシミカワ、イヌタデ、オオイヌタデ、ギシギシ、ヒメジョオン、ヒルガオ、ホシアサガオ、メリケンガヤツリ、ヤブガラシ、ヨシ
秋 - 初冬
オギ、カナムグラ、カラムシ、キンエノコロ、ゴキヅル、セイタカアワダチソウ、セイタカヨシ、ツルマメ、ヒガンバナ、メドハギ、ヤナギタデ

### 新名神高速道路の建設計画
新名神高速道路の京都府八幡市-大阪府高槻市間約10キロメートルのルートがこのヨシ原の上を通る形で計画されている。この区間の建設計画は「抜本的見直し区間」「当面着工しない区間」としていったん凍結されていたが、2012年4月20日に国土交通大臣の事業許可が下りた。この道路計画がヨシ原をよぎるルートにあたるため、関係者が「SAVE THE 鵜殿ヨシ原~雅楽を未来へつなぐ~」というプロジェクトを結成し、署名活動を始めている。2012年11月19日には雅楽奏者の東儀秀樹が国土交通省大臣に面会し保護を訴えている
。
事業者である西日本高速道路株式会社では、「雅楽で使用される良質なヨシ生育環境の保全と新名神高速道路事業の両立を図るために、専門家などから必要な調査、検討について指導、助言を得ること」を目的とし、「鵜殿ヨシ原の環境保全に向けた検討会」 を設置し定期的に検討会を開催している。

## その他
百人一首
- 伊勢
「難波がた見じかき蘆のふしのまをあはで此のよをすごしてよとや」
- 皇嘉門院別当
「難波江の蘆のかりねの一夜ゆへ身をつくしてや恋わたるべき」

雅遊漫録
- 烏丸権中納言
「世の中ようと野に蘆のよしとてもほに出りけりな秋の夕暮れ」[注釈 1]

淀川両岸一覧
- 力丸
「芦を小舟が分け入っていくと、芦のすれ合う音がここちよい。ここが鵜殿である。」

新五子稿
- 蕪村
「鶯の啼くや鵜殿の河柳」

狂歌選集楽
- 玉雲斎貞右「粽」
「ひちりきの舌鼓うって喰ひにけり鵜殿の芦でまいた粽を 」[13][注釈 2]

謡曲
- 「江口」、「籠祇王」、「鵺」などの曲中に鵜殿の芦が謡われている。

鵜殿が舞台となった作品
- 大和物語「第148段 津の国の難波のわたりに家居して住む人ありけり・・・」
- 蘆刈 - 谷崎潤一郎
- 葦を刈る女 - 井上俊夫
- 春は名のみの・・・（短編）- 川崎彰彦「夜がらすの記」に収録

## 交通アクセス
- JR高槻駅南口・阪急高槻市駅ともに
高槻市営バス - 六中前・前島・道鵜町方面5番のりば（系統12番：道鵜町）行き乗車、「道鵜町」で下車。徒歩約10分。
- 阪急電鉄京都線上牧駅から南へ徒歩約30分。